# تام فارل (ورزشکار دو و میدانی)
تام فارل (انگلیسی: Tom Farrell؛ زادهٔ january ۱۸, ۱۹۴۴ (۸۱ سال)) ورزشکار دو و میدانی اهل ایالات متحده آمریکا است.
وی در مسابقات کشوری و بین‌المللی در مجموع برندهٔ ۱ مدال برنز شده‌است.